# 프랜시스 레인

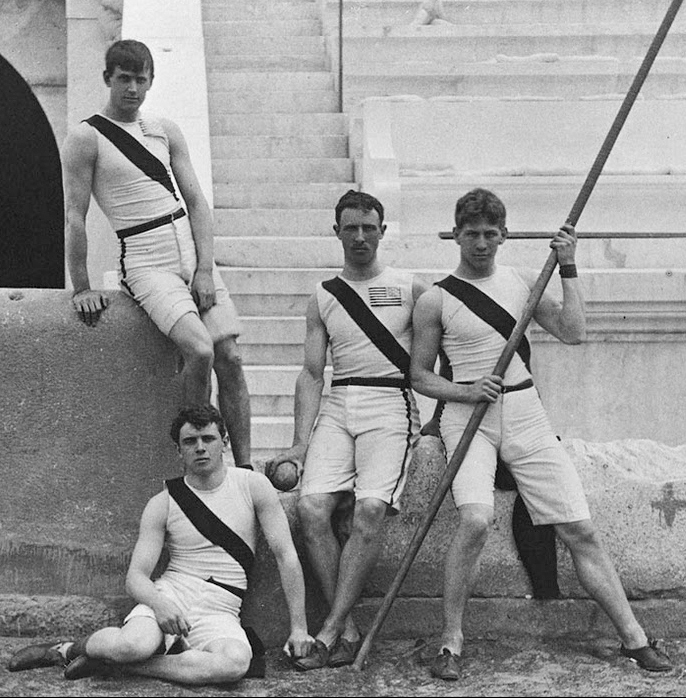

프랜시스 아도니아 레인(영어: Francis Adonijah Lane', 1874년 9월 23일 ~ 1927년 2월 17일)은 미국의 육상 선수이다. 그는 아테네에서 열린 1896년 하계 올림픽에 참가했다.
레인은 100m 경기에 참가했다. 예선에서 12.2초를 기록해서 가볍게 결선에 진출했다. 결선에서는 헝가리의 소코리 알라요스와 똑같이 12.6초를 기록했으며 그리스의 알렉산드로스 칼코콘딜리스보다는 약간 앞에 있었다. 레인과 소코리는 현재 IOC에 의해 공동 동메달을 받은 것으로 기록되어 있다. 당시 올림픽 우승자는 은메달, 올리브 화환과 증서를 받았다. 2위는 동메달, 월계관, 증서를 받았으며 3위에게는 아무것도 주어지지 않았다.